# Lorenz Hackenholt
Lorenz Marie Hackenholt (26 juin 1914 - disparu en 1945, juridiquement déclaré mort le 31 décembre 1945) était un SS-Hauptscharführer. Il participa aux actions d'euthanasie menées par les nazis, puis à l'extermination des Juifs d'Europe, en tant que superviseur de la construction et responsable du bon fonctionnement des chambres à gaz du Camp d'extermination de Bełżec. Dans le cadre de cette fonction, il fut personnellement responsable de l'assassinat de plusieurs centaines de milliers de déportés.

## Jeunesse
Laurenzius Marie Hackenholt naît le 26 juin 1914 à Gelsenkirchen, fils de Theodor Hackenholt et Elizabeth Wobriezek. Après ses études primaires, qu'il termine à 14 ans, il suit un apprentissage de maçon, puis travaille sur des chantiers de construction.

## Dans la SS
En 1933, Hackenholt se porte candidat pour entrer dans la SS au sein de laquelle il est accepté et envoyé en formation le 1er janvier 1934. Il s'engage ensuite volontairement dans la Wehrmacht, au sein de laquelle il est affecté au 12e bataillon du génie. Après deux ans de service, il quitte l'armée pour entrer dans la SS-Totenkopfverbände. Chauffeur compétent et mécanicien, il sert dans le groupe de transport du camp de concentration de Sachsenhausen, où il travaille également comme gardien.

## Participation à l'euthanasie
En novembre 1939, Hackenholt est affecté à l'Aktion T4 et transféré à Berlin pour une « mission spéciale », dirigée par Viktor Brack. Selon le témoignage d'un autre gardien de camp de concentration transféré à l'Aktion T4, Werner Karl Dubois, « on nous montra des photographies de cas extrêmes de maladie mentale. On nous dit que [...] les installations dont provenaient ces malades devaient devenir des hôpitaux militaires. Plus tard, nous avons été informés que les chambres à gaz avaient été construites pour gazer les victimes, qui sont ensuite incinérées. En tout cas, nous n'avons pas commis les assassinats mais seulement été chargés de l'incinération des corps ».
Le programme d'euthanasie de l'Aktion T4 comporte six centres de mise à mort, dans la totalité desquels Hackenholt occupe une fonction. Il conduit notamment un bus permettant aux responsables de l'opération de se rendre d'un centre à l'autre. Il est également chargé de sortir les cadavres des chambres à gaz et de les incinérer. Pendant un moment, il est le chauffeur d'August Becker, chargé de la livraison des bouteilles de monoxyde de carbone dans les différents centres de mise à mort. Il travaille dans un premier temps à Grafeneck et à Sonnenstein.

## Participation à la Shoah
À l'automne 1941, des membres du personnel de l'Aktion T4, dont Hackenholt, sont transférés à Lublin sous le commandement d'Odilo Globocnik. Avant de partir pour Lublin, Hackenholt se marie à Berlin avec Ilse Zillmer, âgée de 29 ans.
Il supervise la construction de trois chambres à gaz dans une baraque en bois dans le camp d'extermination de Bełżec. Sous la direction de Christian Wirth, il met au point un système connectant le tuyau d'échappement d'un moteur de char soviétique, ce qui permet, par exemple, d'exterminer près de 50 000 Juifs en un mois, de mi-mars à mi-avril 1942.
En juillet-août 1942, Hackenholt participe à la conception des nouvelles chambres à gaz en béton, et reste responsable, comme au cours de la période précédente, du bon fonctionnement et de l'entretien du moteur produisant les gaz asphyxiants. Au moment de la reprise des activités d'extermination, il fait apposer à l'entrée du bâtiment un panneau avec l'inscription « Fondation Hackenholt », et placer de part et d'autre de l'entrée des pots de géraniums.
Après la fin des activités du camp de Bełżec, il est affecté aux chambres à gaz de Sobibor et de Treblinka.
Hackenholt, surnommé « Hacko » par les autres SS était grand et fort, volontaire et disponible pour effectuer n'importe quelle tâche dans les camps d'extermination.
À Bełżec, les déportés incapables de se déplacer à la vitesse exigée par le processus d'extermination sont amenées au bord d'une fosse commune où ils sont assassinés par Hackenholt, selon les témoignages d'autres membres du personnel du camp. En 1943, Hackenholt supervise l'exhumation et l'incinération des cadavres des victimes.
Pour Himmler, Hackenholt était l'un des hommes les plus méritants de l'Opération Reinhard.
En décembre 1943, Hackenholt et d'autres membres du personnel de l'opération Reinhard sont envoyés en Italie du Nord, dans la région de Trieste.En 1944, il reçoit la Croix de fer de seconde classe pour sa participation à l'opération Reinhard.

## Après-guerre
Hackenholt disparaît après 1945. À la suite d'une procédure intentée par son épouse, il est déclaré décédé par un tribunal berlinois le 1er avril 1954, la date du décès étant fixée au 31 décembre 1945.
On suppose qu'Hackenholt a été tué en Italie, peut-être exécuté pour trafic d'armes avec les partisans italiens, mais cette supposition n'a jamais été confirmée. Les autorités allemandes entament une enquête à ce propos en 1959. Elles arrivent à retrouver la femme et la mère d'Hackenholt, qui affirment toutes deux qu'elles n'ont eu aucune nouvelle depuis la fin de la guerre ; la surveillance de la maison de son épouse ne débouche sur aucun résultat. En 1961, la police d'Allemagne de l'Ouest met la main sur Hermann Erich Bauer, qui a connu Hackenholt au sein de la SS ; Bauer affirme qu'Hackenholt a survécu et qu'il l'a revu en 1946 près d'Ingolstadt.  Hackenholt aurait usurpé l'identité d'un soldat décédé. Cette déclaration est corroborée par le témoignage d'un ancien membre du personnel du Sobibor, qui affirme également avoir revu Hackenholt après-guerre. Les investigations de la police à la suite de ces deux témoignages ne permettent ni de localiser Hackenholt, ni de déterminer s'il est toujours en vie.